# Ligné (Loira Atlantica)
Ligné è un comune francese di 4 469 abitanti situato nel dipartimento della Loira Atlantica nella regione dei Paesi della Loira.

## Società

### Evoluzione demografica
Abitanti censiti